# السيد إليوت وزوجته
السيد إليوت وزوجته (بالإنجليزية: Mr. and Mrs. Elliot)‏ قصة قصيرة من تأليف الكاتب الأمريكي إرنست همنغواي. نُشِرت القصة للمرة الأولى في 1924 في مجلة فورد مادوكس فورد الأدبية «ذا ترانساتلانتيك رفيو» (The Transatlantic Review)، ومن ثمَّ اُعِيد نشرها في 1925 في مجموعة همنغواي القصصية الأولى «في وقتنا» (In Our Time).
في القصة طالب دراسات عليا في جامعة هارفارد يتبع أسلوب حياة نظيف وعفيف تماماً، يتزوَّج امرأةً من الولايات الجنوبية في الأربعين من عمرها تعرَّف عليها في مقهى، المرأة أيضاً حريصة على عفتها، ورغم أنَّ الطالب قد وقع في غرام فتيات من قبل إلا أنَّه لم يعاشرهن. يحاول الزوجان أن ينجبا أطفالاً، وتنتهي جميع محاولاتهما بالفشل، ثُمَّ ينتقل الاثنان إلى قرية ريفية في فرنسا، حيث يتفرَّغ الزوج لكتابة قصائده الطويلة، بينما تستدعي الزوجة صديقتها من المقهى للسكن في بيتها الجديد ويوافق الزوج على ذلك. وتستمر حياتهما على هذا المنوال، حيث يقضي السيد إليوت ليله بأكمله في الشرب وكتابة القصائد، بينما السيدة إليوت تقضي نهارها في تجاذب أطراف الحديث مع صديقتها.